# Zanac
Zanac (ザナック?) è un videogioco sviluppato nel 1986 da Compile e pubblicato per MSX e NES. Convertito per MSX2 con il titolo Zanac EX, il videogioco è stato distribuito tramite Virtual Console e per PlayStation Network, con il titolo Zanac X Zanac.

## Modalità di gioco
Il giocatore controlla la navicella spaziale AFX-6502 Zanac attraverso dodici livelli.

## Accoglienza
In occasione della distribuzione del gioco tramite Virtual Console GameSpot ha definito Zanac "innovativo nonostante i 20 anni passati dalla pubblicazione originale".